# 波士尼亞與赫塞哥維納奧林匹克委員會
波斯尼亞與赫塞哥維納奧林匹克委員會（Olympic Committee of Bosnia and Herzegovina）是波斯尼亞與赫塞哥維納的國家奧林匹克委員會。該組織成立於1992年，並於翌年加入國際奧林匹克委員會及歐洲奧林匹克委員會。在成立的那一年，首次派員參加在西班牙巴塞隆拿舉陽的夏季奧運會。
現時，波斯尼亞與赫塞哥維納奧林匹克委員會的總部設在首都薩拉熱窩，主席是Dr. Izet Rađo。

## 資料來源
1. ↑  .   [2014-05-21]. （原始内容存档于2008-12-08）.